# Молодая кровь (фильм, 1986)
«Молодая кровь» (англ. Youngblood) — американский художественный фильм 1986 года в жанре спортивной драмы, поставленный режиссёром Питером Марклом. В главных ролях снялись Роб Лоу, Синтия Гибб и Патрик Суэйзи.

## Сюжет
Дин Янгблад — 17-летний парень, живущий на ферме с отцом и старшим братом. С 6 лет его заветная мечта — стать звездой профессионального хоккея. Однажды ему выпадает такой шанс — его зовут в команду Hamilton Mustangs, откуда есть реальный шанс попасть в НХЛ. Поначалу наивного провинциала поджидают всяческие неожиданности как и в спорте, так и в жизни. Уже через неделю Дина затаскивает в постель его далеко не юная домовладелица мисс Макгилл. Тренер и новые партнёры им недовольны. Наконец он встречает девушку свою мечты — глазастую красотку Джесси, но и тут присутствует неловкий момент — она единственная и горячо любимая дочь тренера. Джесси и сама опасается отцовского гнева, но симпатия к Янгбладу перевешивает. Однажды она приходит к нему в гости и они занимаются любовью на полу.
Но мир спорта оказывается слишком жесток для семнадцатилетнего юнца. Дин не выдерживает напряжения и решает вернуться к семье. Он почти уверен, что место в большом хоккее для него окончательно потеряно.

## В ролях
- Роб Лоу — Дин Янгблад
- Синтия Гибб — Джесси Чедвик
- Патрик Суэйзи — Дерек Саттон
- Эд Лотер — Мюррей Чедвик
- Эрик Нестеренко — Дэйн Янгблад[2]
- Киану Ривз — Хивер, вратарь хоккейной команды
- Джордж Финн[англ.] — Карл Раки
- Фионнула Флэнаган — мисс Макгилл
- Джим Янгс — Келли Янгблад
- Мартин Донлеви — арбитр Ханна

## Награды и номинации
- 1986: Canadian Society of Cinematographers Awards (лучшая операторская работа) — номинация